# Castillo de Suscinio
El castillo de Suscinio (en francés: château de Suscinio) es un château de Francia de origen medieval (construido en el siglo XIII y en la segunda mitad del XIV), residencia de los duques de Bretaña. Fue erigido al borde de Mor braz, en el golfo de Morbihan (océano Atlántico) en la comuna de  Sarzeau (departamento de Morbihan). 
El castillo está clasificado como monumento histórico por la primera lista de 1840, mientras estaba en ruinas.

## Historia
Es un castillo del siglo XIII, que sirvió de residencia a los duques de Bretaña. Se emplaza a orillas del mar en pleno golfo de Morbihan.
Se encuentra en un vasto dominio forestal y agrícola que posee un acceso desde el mar. Destacan las vastas parcelas cerradas que sirven para la producción de madera, la ganadería y la caza.
Es aquí donde se instaló la nueva línea sucesoria de los duques de Bretaña, los Dreux, en la primera mitad del siglo XIII.
Señorío y castillo, esta residencia ducal, cuya construcción fue comenzada por Jean I "Leroux", en la proximidad de un priorato de la orden de los Benedictinos, era el centro de este gran dominio. El castillo ha sido objeto de muchas campañas de obras importantes, entre los siglos XIV y XV bajo la dinastía ducal de los Monfort. Fue integrado en los bienes de la Corona de Francia en 1532, y fue abandonado poco a poco al no ser considerado más una residencia noble. En la Revolución Francesa, los edificios fueron vendidos, luego desmantelados sus estructuras y piedras talladas para acabar en estado de ruina.
Este conjunto está clasificado como monumento histórico desde 1840, bajo proposición de Prosper Mérimée.
Adquirido por el departamento de Morbihan en 1965, el castillo de Suscinio ha sido objeto de importantes restauraciones a partir de los años 1980, siendo la última en 2001 con la restitución de sus importantes techos.

## Véase también

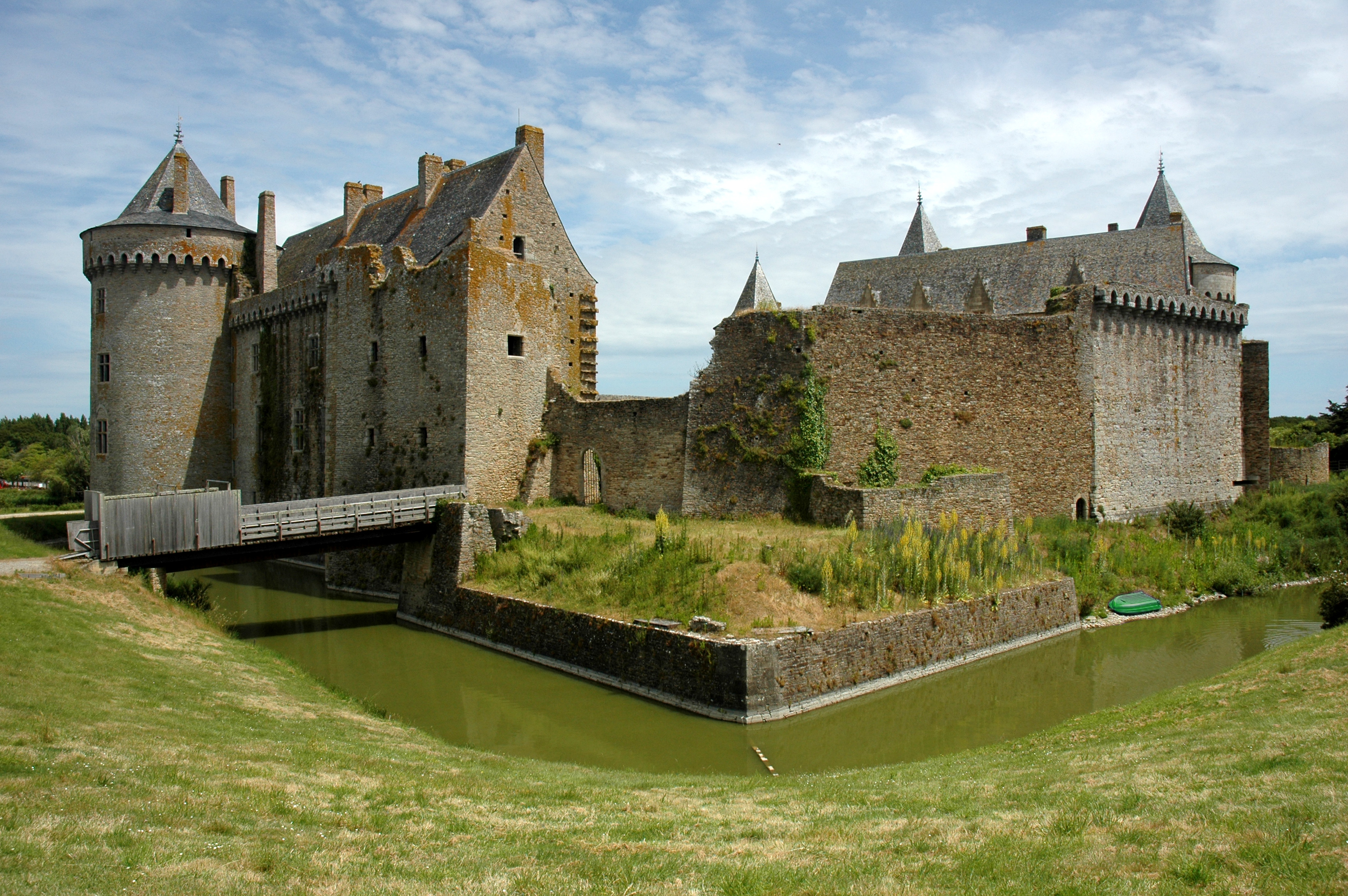
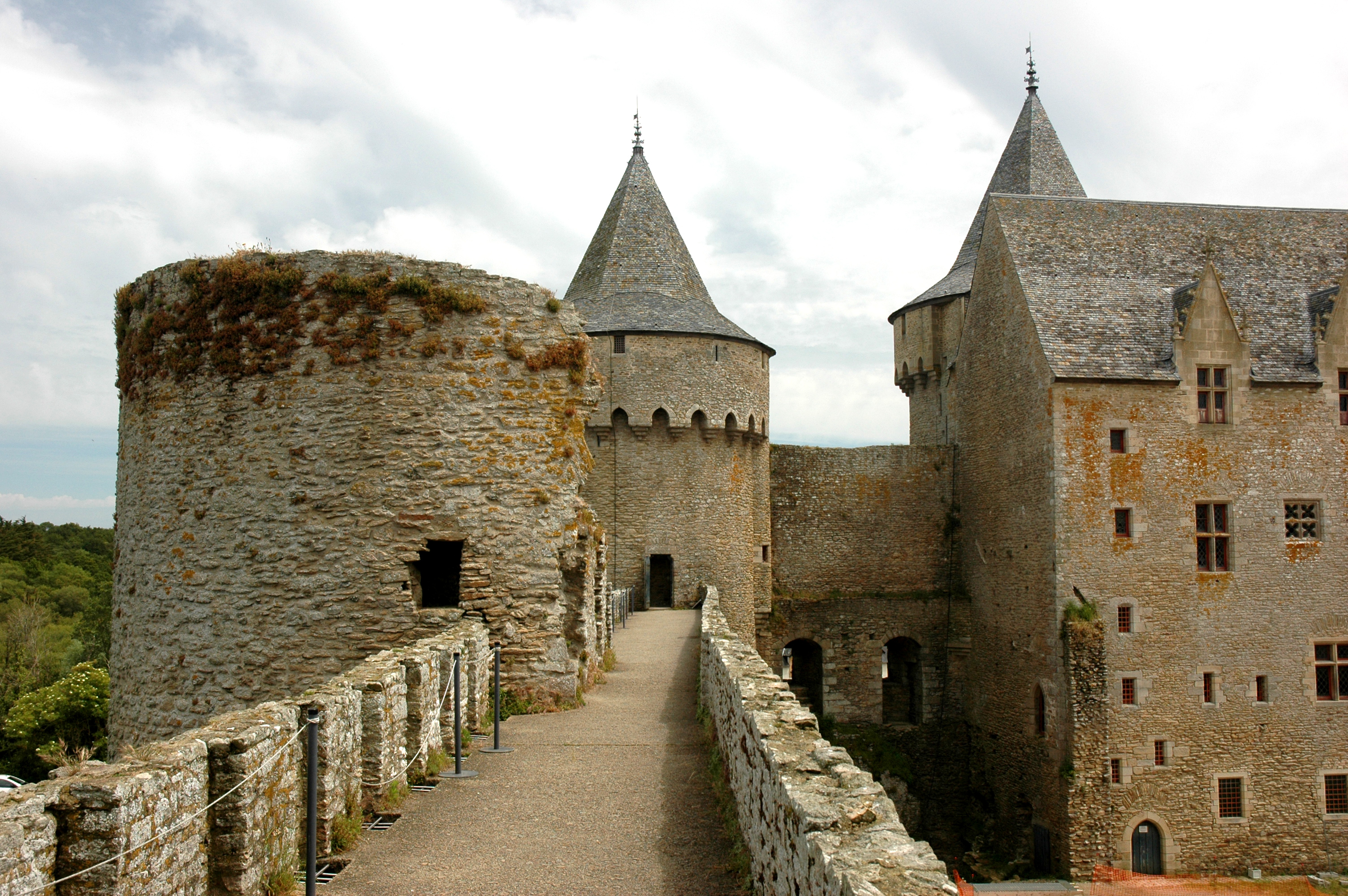
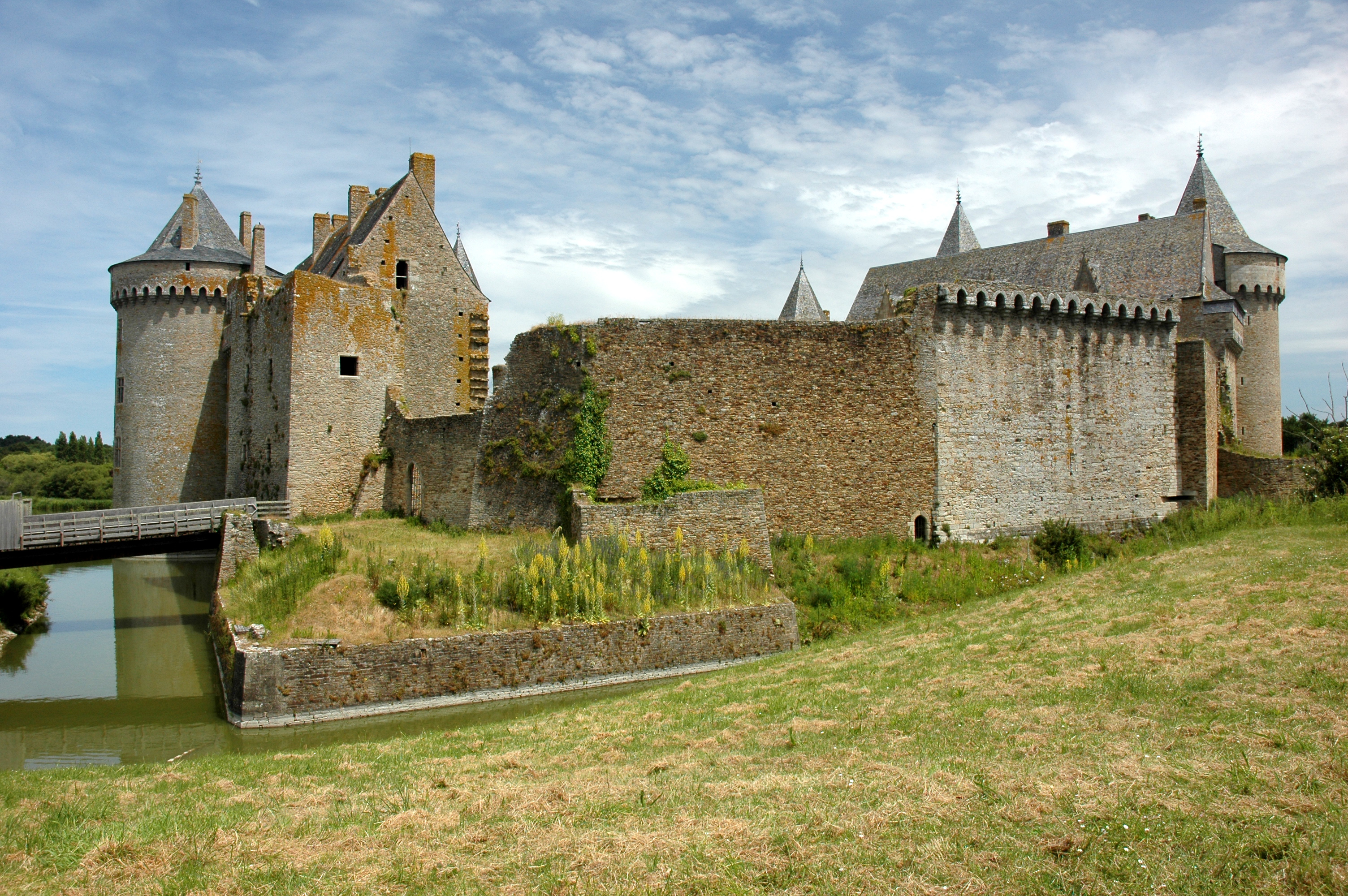
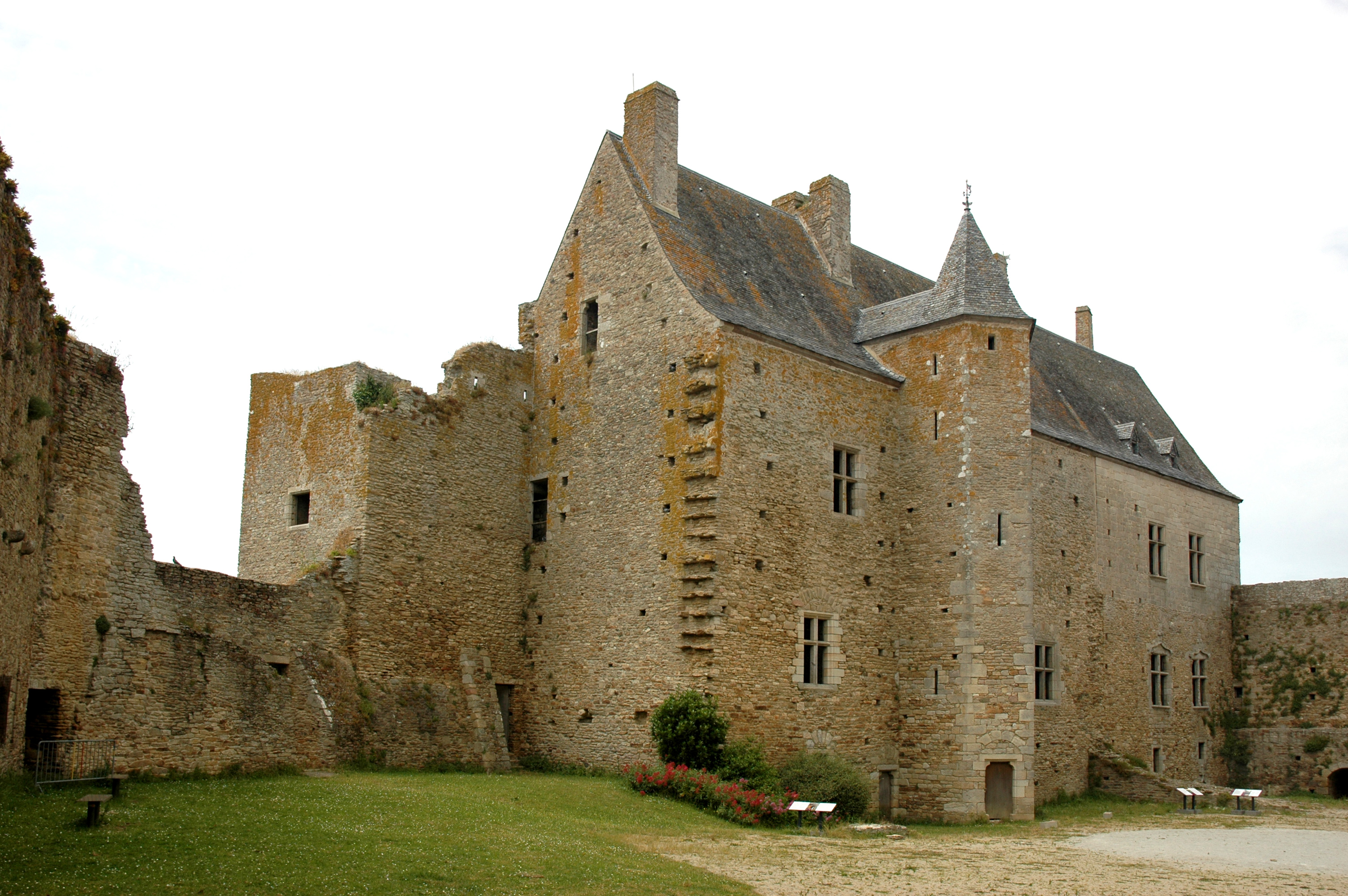